# Радио-станице из Београда
Овај чланак доноси преглед радио-станица чије се седиште налази на територији града Београда, као и основне информације о њима.

## Радио-станице са националном покривеношћу

### Национални јавни сервис
| Назив станице         | Фреквенција (подручје БГ) | Веб-презентација    | Интернет емитовање | Седиште       |
| --------------------- | ------------------------- | ------------------- | ------------------ | ------------- |
| Радио Београд 1       | 95,3 MHz                  | www.radiobeograd.rs | слушај             | Хиландарска 2 |
| Радио Београд 2 и 3 1 | 97,6 MHz                  | www.radiobeograd.rs | слушај             | Хиландарска 2 |
| Радио Београд 202     | 104,0 MHz                 | www.radiobeograd.rs | слушај             | Хиландарска 2 |

- 1 Примењен принцип дељења фреквенције: термини од 5:00 - 20:00 припадају Радио Београду 2, док се у периоду од 20:00 до 5:00 емитују садржаји Трећег програма.

### Комерцијални емитери
| Назив станице           | Фреквенција (подручје БГ) | Веб-презентација | Интернет емитовање | Седиште              |
| ----------------------- | ------------------------- | ---------------- | ------------------ | -------------------- |
| Радио С1 (Радио С)      | 94,9 MHz                  | radios1.rs       | слушај             | Кнеза Вишеслава 72   |
| Радио С2 (Радио Индекс) | 88,9 MHz                  | radios2.rs       | слушај             | Шумадијски трг 6а    |
| Радио Хит ФМ            | 98,5 MHz                  | www.hitfm.rs     | слушај             | Косте Рацина 11      |
| Радио Плеј              | 92,5 MHz                  | www.playradio.rs | слушај             | Аутопут за Загреб 22 |

## Радио-станице са регионалном покривеношћу
| Назив станице            | Фреквенција                  | Веб-презентација       | Интернет емитовање                                 | Седиште                     |
| ------------------------ | ---------------------------- | ---------------------- | -------------------------------------------------- | --------------------------- |
| Радио Студио Б           | 99,1 MHz 100,8 MHz 105,4 MHz | www.studiob.rs/radio   | слушај                                             | Масарикова 5                |
| Ред радио                | 93,7 MHz                     | http://redradio.rs/    | слушај                                             | Незнаног јунака 1           |
| Рок радио                | 96,2 MHz                     | www.rockradio.rs       | слушај                                             | Мије Ковачевића 10д         |
| Радио Носталгија         | 105,2 MHz                    | www.nostalgija.rs      | слушај                                             | Трг Николе Пашића 1         |
| Радио Каролина           | 106,3 MHz                    | www.karolina.rs        | слушај                                             | Милешевска 29               |
| Радио Топ ФМ             | 106,8 MHz                    | www.topfm.rs           | слушај                                             | Пожешка 85б/1               |
| Радио Новости            | 104,7 MHz                    | www.radionovosti.com   | слушај Архивирано на веб-сајту (4. март 2016)      | Трг Николе Пашића 7/10      |
| Радио 3                  | 95,8 MHz                     | www.radio3.rs          | слушај Архивирано на веб-сајту (12. јануар 2010)   | Бежанијских илегалаца 26-28 |
| Радио Накси              | 96,9 MHz                     | www.naxi.rs            | слушај Архивирано на веб-сајту (4. март 2016)      | Бежанијских илегалаца 26-28 |
| Радио Спорт ФМ           | 100,4 MHz                    | www.sportfm.rs         | слушај                                             | Љутице Богдана 1а           |
| Радио ТДИ                | 91,8 MHz                     | www.tdiradio.com       | слушај Архивирано на веб-сајту (4. март 2016)      | Алексе Ненадовића 19-21     |
| Радио ЈАТ                | 90,2 MHz                     | www.radiojat.rs        | слушај                                             | Алексе Ненадовића 19-21     |
| Радио Слово љубве        | 107,3 MHz                    | www.slovoljubve.com    | слушај                                             | Краљице Наталије 76         |
| Радио Пинк               | 91,3 MHz                     | www.pinkradio.com      | слушај                                             | Незнаног јунака 1           |
| Супер ФМ                 | 107,9 MHz                    | www.radioas.fm/beograd | слушај                                             | Мије Ковачевића 10д         |
| Радио Бум Бум            | 89,4 MHz                     | www.bumbumradio.rs     | слушај Архивирано на веб-сајту (28. децембар 2013) | Булевар Зорана Ђинђића 45   |
| Радио С3 (Радио Пингвин) | 90,9 MHz                     | radios3.rs             | слушај                                             | Кнеза Вишеслава 72          |
| Радио С4 (Градски радио) | 102,2 MHz                    | radios4.rs             | слушај                                             | Кнеза Вишеслава 72          |

## Угашене београдске радио-станице
- Радио Б92
- Радио Студио Б 2 (Ди-џеј радио 949)
- Радио Политика
- Радио Венус
- ЈУ радио
- Радио Београд 101
- Радио МИП
- Радио Бета РФИ
- Радио Кошава
- Радио Голф
- Радио Бонтон
- Сити радио
- Радио Академац
- Радио Рода